# Damaged (ER)
Damaged is de tweede aflevering van het elfde seizoen van de televisieserie ER, die voor het eerst werd uitgezonden op 7 oktober 2004.

## Verhaal
Dr. Carter lijdt aan slapeloosheid en depressie nadat zijn vriendin hem verlaten heeft. Hierdoor gaat hij te ver met het behandelen van een gewonde oorlogsveteraan. 
Dr. Lockhart krijgt problemen met de verpleegster na een gemaakte opmerking tegen hen, zij moet nog wennen aan het idee dat zij nu geen collega meer is van hun maar een dokter. Ondertussen heeft zij een jonge patiënte die gedwongen werkt als seksslavin. Zij besluit haar te helpen en neemt contact op met haar ouders in Mexico. 
Dr. Kovac is blij dat Sam en haar zoon teruggekeerd zijn naar Chicago en biedt haar aan om bij hem te komen wonen.
Dr. Rasgotra krijgt onverwachts bezoek van haar ouders, deze zijn ontstemd nadat zij besloten heeft om te stoppen met haar studie. Zij wil weer gaan werken in het County ziekenhuis, echter krijgt zij te horen dat zij haar geen baan aan kunnen bieden.
Dr. Barnett krijgt een goedbedoeld advies van dr. Weaver om zich netter te kleden. 

## Rolverdeling

### Hoofdrollen
- Noah Wyle - Dr. John Carter
- Maura Tierney - Dr. Abby Lockhart
- Alex Kingston - Dr. Elizabeth Corday
- Goran Višnjić - Dr. Luka Kovac
- Parminder Nagra - Dr. Neela Rasgrota
- Shane West - Dr. Ray Barnett
- Laura Innes - Dr. Kerry Weaver
- Andy Powers - Dr. Howard Ritzke
- Linda Cardellini - verpleegster Samantha 'Sam' Taggart
- Oliver Davis - Alex Taggart
- Laura Cerón - verpleegster Chuny Marquez
- Deezer D - verpleger Malik McGrath
- Yvette Freeman - verpleegster Haleh Adams
- Montae Russell - ambulancemedewerker Dwight Zadro
- Brian Lester - ambulancemedewerker Brian Dumar
- Emily Wagner - ambulancemedewerker Doris Pickman
- Abraham Benrubi - Jerry Markovic

### Gastrollen (selectie)
- Anupam Kher - Ajay Rasgotra
- Kiron Kher - Mrs. Rasgotra
- Robert Patrick Brink - Herm
- Gary Carlos Cervantes - politieagent
- Louis Crugnali - Mort Fahey
- Valerie Curtin - Marie Barclay
- Stephanie Fabian - Tesoro Delgado
- Damien Midkiff - Kyle Skinner
- Janice Kent - Mrs. Skinner